# ويلارد باسكوم
ويلارد باسكوم (بالإنجليزية: Willard Bascom)‏ هو عالم محيطات أمريكي، ولد في 7 نوفمبر 1916، وتوفي في 20 سبتمبر 2000.